# Waḫiši
Waḫiši (geschrieben DWaa-a-ḫi-ši vermutl. /fāḫisi/) ist eine hethitische Gottheit hattischen Ursprungs.
Die Überlieferung beschränkt sich auf die Erwähnung in Ritualen und Götterlisten, so dass die genaue Funktion unklar ist. Gelegentlich wird Waḫiši als Kriegsgott gedeutet. Ebenso fehlen Aussagen über das Geschlecht, so dass die Annahme einer männlichen Gottheit nicht gesichert ist.

## Verehrung
Waḫiši wird in den drei großen Festen AN.TAḪ.ŠUM, Nuntarriyaša und KI.LAM erwähnt, wo er zu den Göttern gehört, die vom König und der Königin getrunken werden. Getrunken wird er aus einem Rhyton, das einen goldenen awiti-Löwen darstellt. Überliefert ist ein Waḫiši der Stadt Kartabaha, ein Waḫiši der Stadt Salma und ein Waḫiši der Stadt Kadaba, was auf einen zentralanatolischen Ursprung des Gottes deutet. Im hattischen Kontext ist zudem ein pelwaḫiši belegt, das sich als „Waḫiši des Hauses“ übersetzen lässt.
Eine Besonderheit besteht darin, dass, obwohl Waḫiši hattischen Ursprungs ist, er als einzige Gottheit im KI.LAM-Fest auf hurritisch besungen wird.